# Rue Saint-Nicolas (La Rochelle)
Pour les articles homonymes, voir Rue Saint-Nicolas.
La rue Saint-Nicolas est une voie de la commune française de La Rochelle.

## Situation et accès
La rue Saint-Nicolas est une rue de La Rochelle. Elle début à l’intersection avec le quai Louis Durand et se termine à l’intersection avec la rue de la Fabrique, à la hauteur de la place du Commandant de la Motte Rouge. Les voies qui la joignent sont la rue des canards, la rue de la Fourche, la rue d’Ablois, la rue Sadinerie et l’impasse de la Balance.

## Origine du nom

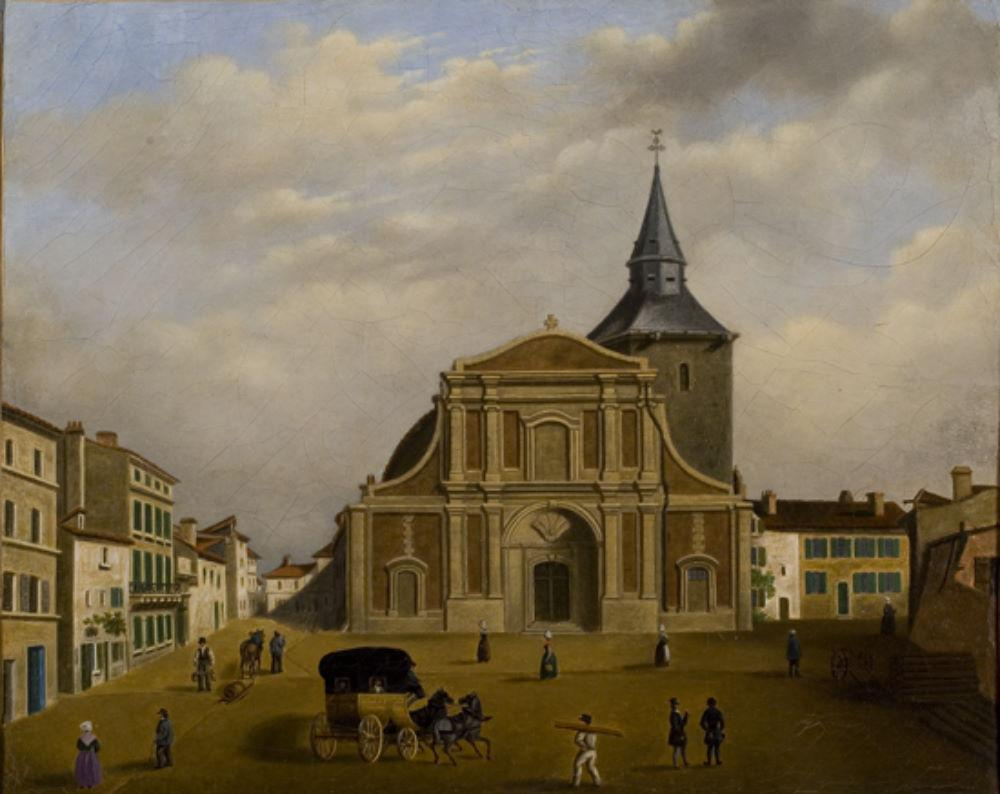
Ancienne église Saint-Nicolas.

La rue Saint-Nicolas porte le nom de l'ancienne église Saint-Nicolas voisine, dédiée à saint Nicolas, le saint patron des tonneliers et des pécheurs.

## Historique
La rue a porté le nom de rue de la Convention pendant la révolution française,.

## Bâtiments remarquables et lieux de mémoire

### Dans la littérature
Liste non-exhaustive des apparitions de la rue Saint-Nicolas dans la littérature :
- Julien Deshayes, De sang et d'encre à La Rochelle, La Crèche, La Geste, coll. « Le geste noir » (no 200), 2021, 328 p., 28 cm (ISBN 979-1035311667, BNF 46902113).
- André Mauprat, La promenade en mer, Lyon, 1989, 790 p., 22 cm (ISBN 2-7377-0156-2, BNF 35040190), « Serait-ce trop dire que tu m’avais redonné mon âme ? ».

### Au cinéma
Liste non-exhaustives des apparitions de la rue Saint-Nicolas au cinéma :
- Le Sang à la tête, en 1956.